# Frontera entre Brasil y Colombia
La frontera entre la República Federativa de Brasil y la República de Colombia es un límite internacional continuo de 1644,2 kilómetros el cual está completamente demarcado y amojonado. En toda su extensión, la línea limítrofe trascurre por 808,9 kilómetros de ríos y canales, 612,1 kilómetros por líneas más convencionales y 223,2 kilómetros por divisorias de aguas.
La frontera fue trazada por el Tratado Vásquez Cobo-Martins de 1907 y por el Tratado García Ortiz-Mangabeira de 1928. Actualmente el trabajo de demarcación es responsabilidad de la Comisión Mixta de Inspección de los Hitos de la Frontera Colombo-Brasileña, establecida en 1976. Hasta el momento dicho comité ya ha desplegado 128 hitos.

## Historia
El primer trazado de límites entre territorios que actualmente son colombianos y brasileños se da por medio del Tratado de Madrid de 1750, en el cual los imperios español y portugués definieron los alcances administrativos y territoriales de sus respectivas colonias en América del Sur. Por medio de este tratado los límites entre el Virreinato del Brasil y el Virreinato de la Nueva Granada quedaban establecidos por medio de los artículos VIII  y IX en los cuales se expresaba lo siguiente:

Artículo VIII

Bajará por las aguas de estos dos ríos ya unidos, hasta el paraje situado en igual distancia del citado río Marañón, o Amazonas, y de la boca del dicho Mamoré; y desde aquel paraje continuará, por una línea este oeste, hasta encontrar con la ribera oriental del río Jabarí, que entra en el Marañón por su ribera austral; y bajando por las aguas del Jabarí, hasta donde desemboca en el Marañón, o Amazonas, seguirá, aguas abajo de este río, hasta la boca más occidental del Japurá, que desagua en él por la margen septentrional.
Artículo IX

Continuará la frontera por en medio del río Japurá, y por los demás ríos que se le junten y se acerquen más al rumbo del norte, hasta encontrar lo alto de la cordillera de montes que median entre el río Orinoco y el Marañón, o de las Amazonas; y seguirá por la cumbre de estos montes al oriente, hasta donde se extienda el dominio de una y otra monarquía. Las personas, nombradas por ambas Coronas para establecer los límites, según lo prevenido en el presente artículo, tendrán particular cuidado de señalar la frontera en esta parte, subiendo aguas arriba de la boca más occidental del Japurá. De forma que se dejen cubiertos los establecimientos que actualmente tengan los portugueses a las orillas de este río y del Negro; como también la comunicación, o canal, de que se sirven entre estos dos ríos; y que no se dé lugar a que los españoles, con ningún pretexto ni interpretación, puedan introducirle a ellas ni en dicha comunicación, ni los portugueses remontar hacia el río Orinoco, ni extenderse hacia las provincias pobladas por España, ni en los despoblados que le han de pertenecer, según los presentes artículos. A cuyo efecto señalarán los límites por las lagunas y ríos, enderezando la línea de la raya, cuanto pudiera ser, hacia el norte, sin reparar al poco más o menos del terreno que quede a una o a otra Corona, con tal que se logren los expresados fines.

Estos límites fueron ligeramente modificados por medio del Tratado de San Ildefonso de 1777 y estuvieron vigentes prácticamente hasta la independencia de Colombia. Se nombraron entonces cuatro comisiones mixtas con el fin de demarcar estos linderos, cada una de ellas encargada de una zona diferenciada de los límites comunes. Para la definición de las fronteras del territorio del Virreinato de la Nueva Granada fue designado el ingeniero y gobernador español de la provincia de Maynas Francisco Requena, quién se dirigió hacia la cuenca del Amazonas hacia 1780; en tanto la comisión de la sección norte del Virreinato del Brasil estuvo a cargo de João Pereira Caldas, posteriormente sustituido por el coronel Manoel da Gama Lobo d'Almada.

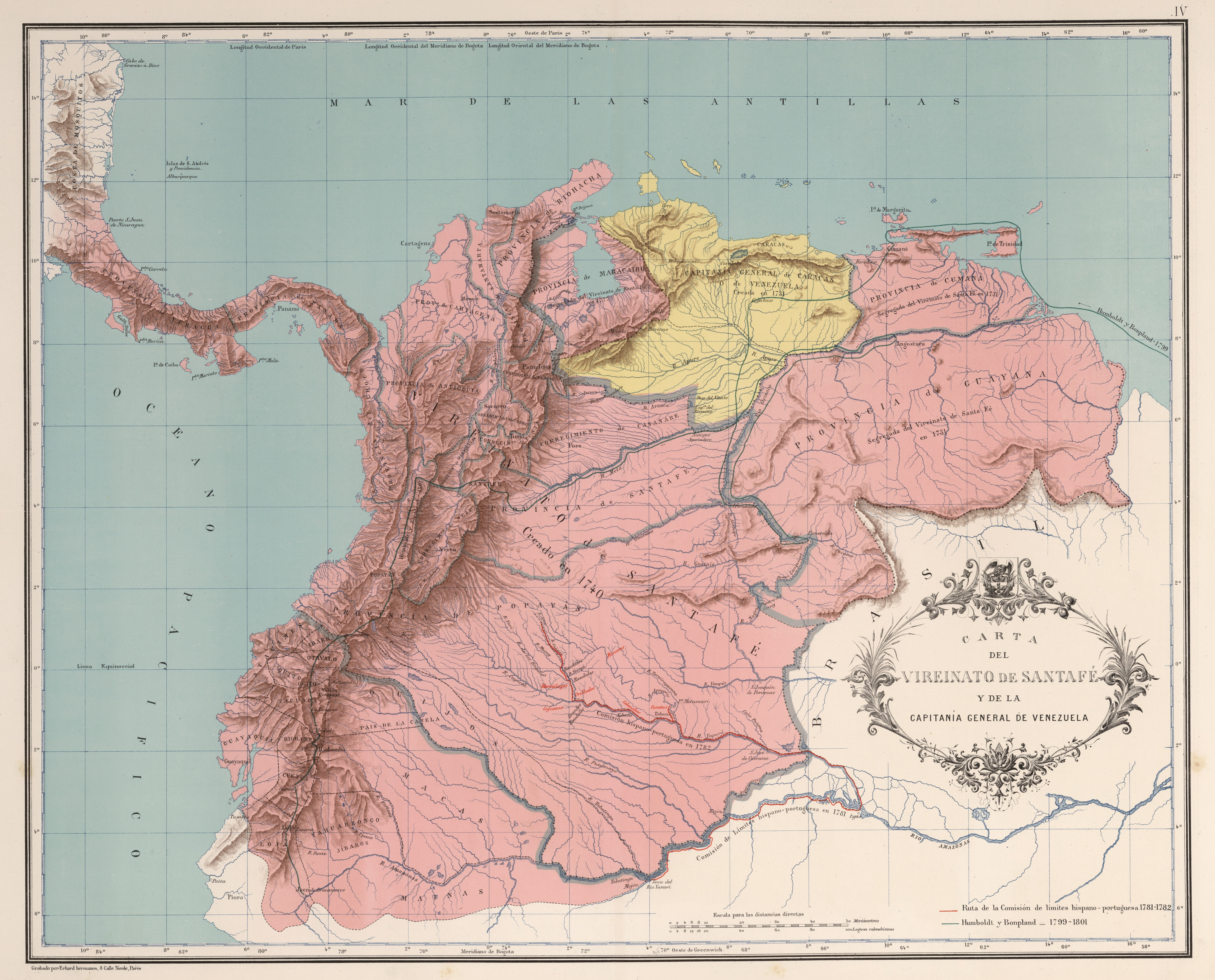
En rojo, el camino recorrido por la cuarta comisión.

Aunque Caldas y Almada eran los responsables de la delegación portuguesa, el ingeniero militar Teodósio Constantino Chermont, primer comisario, y el ingeniero Henrique João Wilckens, segundo comisario, tomaron las principales decisiones.
Por lo manifestado en el Tratado de 1777, Requena insistió en entrar en el río Apaporis y seguir la demarcación hacia el norte, pero Chermont se opuso, insistiendo en encontrar el río de los Engaños, siguiendo la estrategia lusitana de adentrarse cada vez más en los dominios españoles. Chermont en tanto quería explorar primero el río de los Engaños y luego el Apaporis, y como Requena dependía de él y de sus astrónomos, ingenieros e instrumentos, firmaron un acuerdo el 26 de marzo de 1782 para reconocer conjuntamente primero el río de los Engaños y luego el Apaporis. Esta actitud motivó la destitución de Chermont del cargo de primer comisario y su sustitución por Wilckens al frente de la delegación portuguesa, por haberse sometido a los intereses españoles.

Mapa del Territorio del Caquetá que muestra la «Línea Imaginaria de Chermont» y la «Línea de Requena».

Una vez finalizadas las obras de exploración, Portugal tomó el camino seguido por la comisión, que inspiró la llamada "Línea Imaginaria de Chermont", como base de sus reivindicaciones territoriales. Sin embargo, prefirieron defender fronteras naturales, cuyos contornos conocían con más detalle, ya que los españoles ni siquiera tenían astrónomos en las expediciones destinadas para demarcar el norte: los estudios eran realizados por los lusitanos. En lugar de la mencionada línea, eligieron la serranía de Araracuara como mejor hito fronterizo.
La intención luso-brasileña era la siguiente: partía de la desembocadura del Apaporis, seguía el Caquetá (Japurá) hasta el río de los Engaños, y debía continuar por este y aquel de sus afluentes que venía más al norte, hasta su cabecera, luego inclinado hacia el este para buscar las fuentes del Memachi, de modo que le pertenecían las aguas que van al Apaporis, Vaupés e Isana al Brasil y los que van al Memachi, Naquieni y otros afluentes del Guainía a la Nueva Granada (actual Colombia) hasta donde se extiende el territorio de los dos Estados.
La reivindicación hispano-neogranadina, a su vez, fue ésta: el gobierno neogranadino consideró que sus fronteras se debían trazar por el Napo hasta el Amazonas, por este río hasta el brazo más occidental del Caquetá; por este brazo y por el mismo Caquetá hasta el lago Cumapi, o Marachi; de allí en línea recta hasta Cababuri, por la margen izquierda de este río hasta Cerro Cupi, de allí en línea recta hasta la Piedra del Cocuy y luego por la margen izquierda del río Negro hasta el cruce con el brazo Casiquiare. Esta ruta sólo era de interés para Brasil en el tramo comprendido entre Tabatinga y el monte Cupi. La parte restante era de interés para Perú y Colombia.
Tras veinte años de recorrido por dicha región, cuatro viajes al río Caquetá y largas discusiones entre las comisiones respecto a que porciones de terrenos pertenecían a una u otra corona, las comisiones fueron disueltas en 1801 y se volvió entonces al statu quo de 1750.

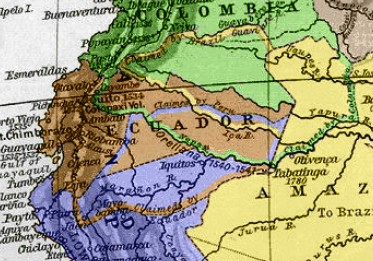
Territorios en disputa por Perú, Ecuador y Colombia entre 1830 y 1950.

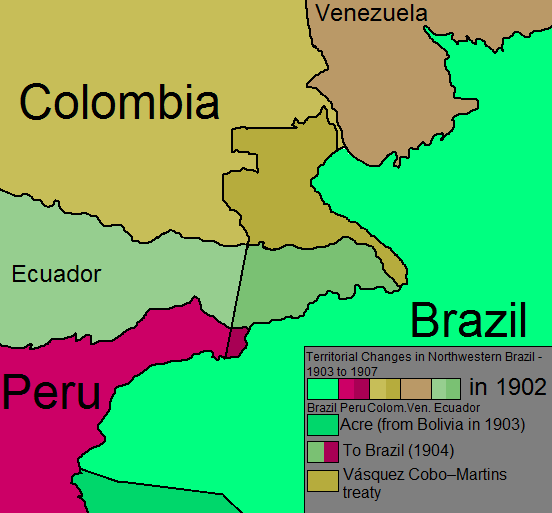
Cambios territoriales en el noroeste del Brasil entre 1903 y 1907.

Tras la independencia de Colombia (1810-1820), los gobiernos del Brasil (también independiente) y de Colombia intentaron definir de forma más concreta y de mejor manera las fronteras de ambos países, basados en los nuevos descubrimientos cartográficos de la región de la Amazonía. El primer intento serio se dio en 1826 entre los gobiernos de la Gran Colombia y el Imperio del Brasil, sin embargo este se vio frustrado por la guerra grancolombo-peruana y la posterior de disolución de la Gran Colombia.
Luego de dicha ruptura y la creación de la República de la Nueva Granada (formada por la unión de las actuales Colombia y Panamá), durante gran parte del siglo XIX este país en cada una de sus constituciones definía sus límites como los mismos que en el año de 1810 dividían el territorio del Virreinato de la Nueva Granada del de las capitanías generales de Venezuela y Guatemala, y del de las posesiones portuguesas del Brasil. A través de la aplicación de este principio, Colombia determinaba su frontera con Brasil de la siguiente manera:

Desde la entrada del Yavarí por el curso del Amazonas, aguas abajo, hasta la boca del brazo Avatipataná; por este brazo hasta su unión con el Yapurá o Caquetá; por el curso de este río, aguas arriba, hasta el desagüe de la laguna Cumará. De este punto, línea recta hacia el Norte, hasta encontrar el río Negro en la confluencia del Cababurí en frente a Laureto; y por el curso del río Cababurí, aguas arriba, hasta llegar al cerro Cupí en los montes que separan la hoya hidrográfica del Amazonas de la del Orinoco.

Después de varios intentos más de determinar la frontera entre Brasil y Colombia en 1853, 1868/1870 y 1880/1882, finalmente se estableció en 1907 un tratado de límites con sus cláusulas adoptadas sobre la base de lo que el canciller brasileño Barón de Río Branco definió como "la ocupación administrativa con base en lo que realmente Brasil y Colombia tienen, para ejercer su soberanía de forma eficaz, continuada y completa", es decir, la aplicación del principio de derecho romano Uti possidetis, ita possideatis (quien posee de hecho, debe poseer de derecho). Este tratado, conocido como Tratado de Bogotá o Tratado Vásquez Cobo-Martins, fue firmado el 21 de abril de 1907 en la ciudad de Bogotá entre Alfredo Vásquez Cobo y Enéas Martins, ministros de relaciones exteriores de Colombia y Brasil, respectivamente.

### La recta Apaporis-Tabatinga

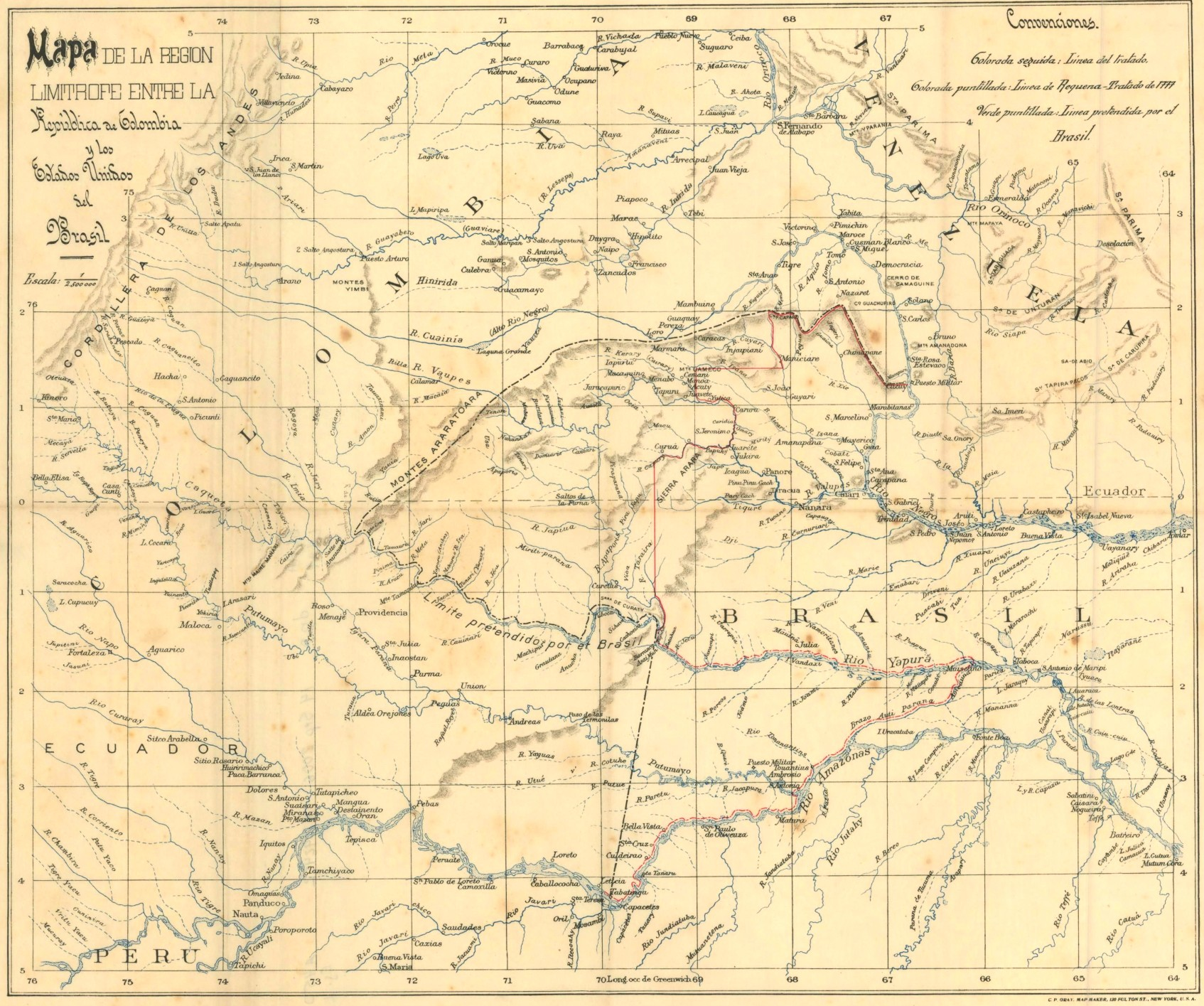
Trazado limítrofe entre Colombia y Brasil con cuadro de convenciones que establece tres tipos de fronteras, de acuerdo a tratados antes establecidos.

Poco después de la independencia del Perú, el gobierno de ese país y Brasil acordaron en establecer las ciudades de Leticia (por entonces perteneciente al Perú) y Tabatinga (Brasil), como los límites entre los dos países, siguiendo el criterio del uti possidetis iure.
En el año 1851, se firmó un tratado entre Perú y Brasil a través del cual los países adoptaban como fronteras:
- Al sur de Tabatinga, todo el río Yavarí hasta su fuente.
- Al norte de Tabatinga, una línea geodésica que era trazada desde esa ciudad hasta la confluencia de los ríos Caquetá y Apaporis; debido a que el río Putumayo cruza la línea geodésica en tres ocasiones por medio de un meandro (al este, oeste y este de nuevo), fue aceptado entre los dos países un intercambio de tierras en la región, el cual también ha sido aceptado por el Tratado de Bogotá.

Este acuerdo peruano-brasileño, sin embargo, no fue reconocido por los gobiernos del Ecuador y de Colombia, que no sólo reclamaban la mayor parte de los actuales departamentos de Loreto (Perú) y Amazonas (Colombia), sino también la propiedad de la tierra entre los ríos Amazonas y Caquetá ubicada ahora en territorio brasileño. 
En 1853 viajó hasta Bogotá el diplomático brasileño Miguel María Lisboa, quién actuando como representante del Brasil en asuntos limítrofes, inició las negociaciones que terminaron con la firma del Tratado Lleras-Lisboa, suscrito entre dicho representante y el de Colombia, Lorenzo María Lleras; el acuerdo comprendía, además de la recta Apaporis-Tabatinga que se había negociado entre Perú y Brasil en 1851, los territorios que van al norte de la confluencia del río Apaporis con el Caquetá, siguiendo las aguas del primero hasta encontrar el afluente denominado Taraira, por este aguas arriba hasta su origen. De este punto una línea que cubría la vertiente del río Vaupés, descendiendo por la divisoria de aguas del Vaupés y del Isana, de las del Memachi-Naquieni y otras que desembocan en el río Guainía. Este acuerdo fue rechazado por el Senado de la Nueva Granada en 1855.
En 1904, a través de la firma con Brasil del Tratado Tobar-Río Branco, Ecuador renunció al triángulo comprendido entre los ríos antes mencionados y la línea geodésica, aceptándola a su vez como el límite con Brasil. Dado que los tres países estaban entonces involucrada en una larga disputa internacional por las tierras al sur del río Caquetá, el gobierno brasileño decidió capitalizar con carácter provisional la recta geodésica Apaporis-Tabatinga, creada varias décadas antes como la frontera provisional entre Brasil y las naciones andinas de esta parte de la Amazonia.
Una vez reconocido Colombia (en 1922) como el único país limítrofe con Brasil en la región comprendida entre el Amazonas y el Apaporis (el llamado Trapecio amazónico), fue ratificada esta gran línea como el trecho meridional de la frontera entre Colombia y Brasil por medio del Tratado Complementario de Límites y Navegación Fluvial o Tratado García Ortiz-Mangabeira firmado el 15 de noviembre de 1928.

## Trazado de la frontera

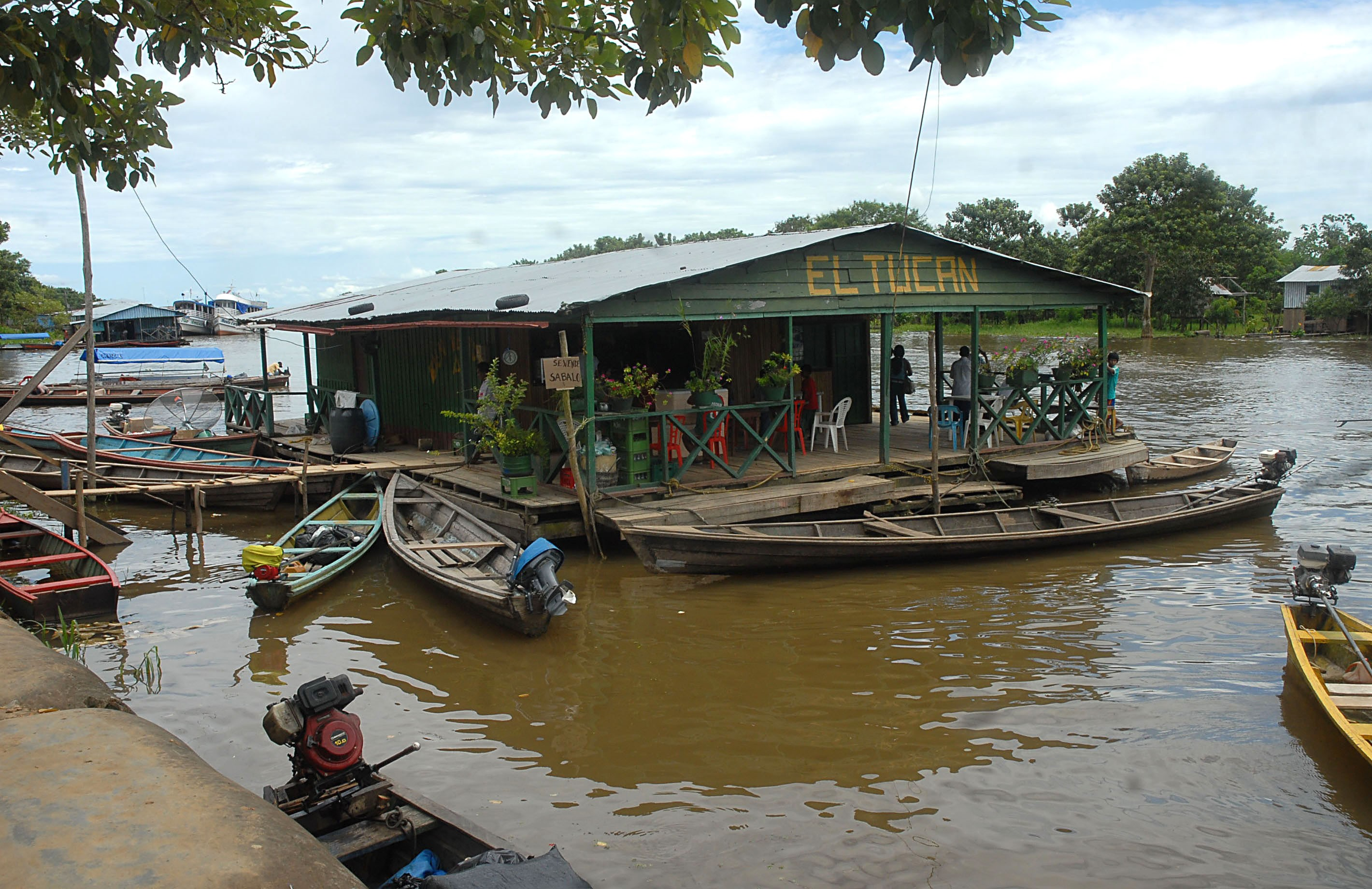
Puerto de Leticia.

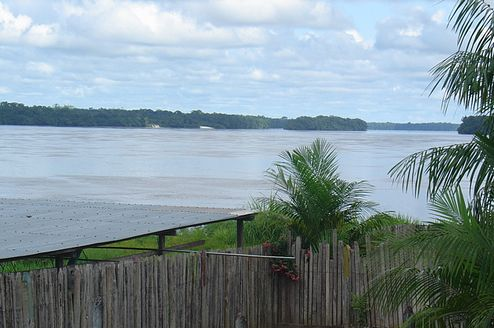
Isla San José.

Según estos tratados, los límites entre Colombia y Brasil son los siguientes:

- La línea divisoria entre Brasil y Colombia se inicia en la confluencia de la quebrada San Antonio con el río Amazonas (frente a las localidades de Leticia y Tabatinga).
- A partir de allí, el límite sigue por una línea geodésica de más de 300 km hacia la desembocadura del río Apaporis en el río Caquetá, cruzando en este tramo los ríos Putumayo y Puré.
- Desde la boca del Apaporis, se sigue por el curso de este hasta la desembocadura del río Taraira, un afluente de la margen izquierda.
- Desde la desembocadura del río Taraira se continúa por las aguas de este río, hasta su nacimiento.
- De la cabecera principal del Taraira se sigue por el meridiano que lo cruza hacia el norte, pasando por el río Tiquié hasta encontrar el río Papurí cerca de la población de Melo Franco.
- De aquí se sigue el curso del Papurí hasta su desembocadura en el río Vaupés, cerca de la localidad de Iauareté en Brasil.
- Continúa aguas arriba por el Vaupés hasta encontrar la boca del río Querarí.
- De la desembocadura del Querarí se traza otro paralelo en dirección norte hasta encontrar el río Isana.
- Sigue el curso de este río aguas abajo hasta el paralelo que marca la desembocadura del río Yarí en el río Cuairí, paralelo que sigue después hasta encontrar dicha boca.
- De aquí sube por el río Cuiarí hasta encontrar la boca del río Memachí, que se sigue hasta su nacimiento en el Cerro Caparro.
- A partir de aquí, el límite se sigue por la serranía del Naquén, que separan las aguas del río Xié del río Negro, hasta encontrar la cabecera del río Macacuní.
- De aquí hasta encontrar la isla San José en frente de la Piedra del Cocuy, punto fronterizo tripartito entre Colombia, Brasil y Venezuela.

## Poblaciones fronterizas
Brasil:

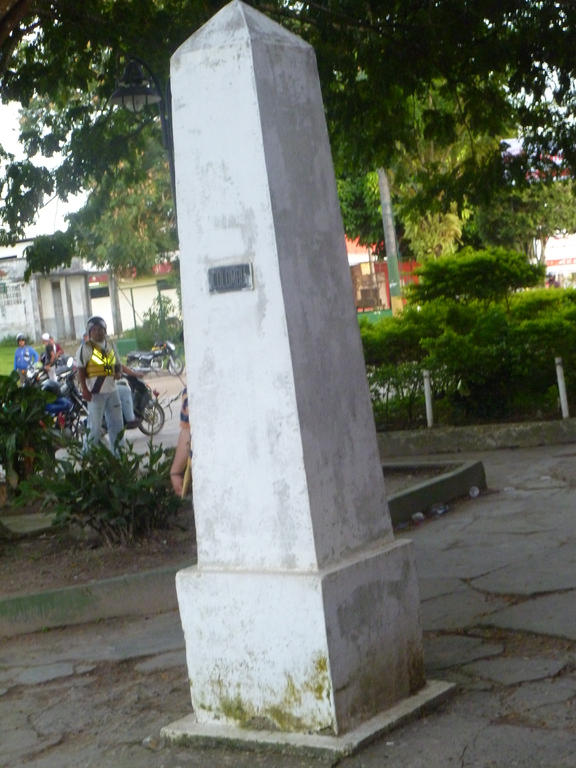
Hito de la frontera ubicado entre Leticia (Colombia) y Tabatinga (Brasil).

- Tabatinga, Benjamin Constant, Vila Bittencourt, Ipiranga, Iauareté, Cucuí.

 Colombia:
- Leticia, Tarapacá, La Pedrera, Mitú, Taraira, Yavaraté, Pana Pana, La Guadalupe.

## Ríos fronterizos
Los principales ríos que cruzan o forman parte de la frontera son:
- Río Mecacuní
- Río Memachi
- Río Cuararí
- Río Yarí
- Río Isana
- Río Querarí
- Río Vaupés
- Río Tiquié
- Río Papurí
- Río Taraira
- Río Putumayo
- Río Puré
- Río Apaporis
- Río Caquetá
- Río Amazonas